# NGC 5948
NGC 5948 је двојна звезда у сазвежђу Змија која се налази на NGC листи објеката дубоког неба.
Деклинација објекта је + 3° 59' 0" а ректасцензија 15h 32m 58,6s. Привидна величина (магнитуда) објекта NGC 5948 износи 13,7.